# Инфраструктура как услуга
Инфраструктура как услуга (англ. Infrastructure-as-a-Service; IaaS) — одна из моделей обслуживания в облачных вычислениях, по которой потребителям предоставляются по подписке фундаментальные информационно-технологические ресурсы — виртуальные серверы с заданной вычислительной мощностью, операционной системой (чаще всего — предустановленной провайдером из шаблона) и доступом к сети. Популярным программным решением для создания IaaS является OpenStack.
При подписке по модели «инфраструктура как услуга» потребитель, как правило, приобретает серверное время, умноженное на количество задействованных виртуальных процессоров и виртуальных объёмов памяти, а также пространство хранения (возможно, с различной тарификацией в зависимости от производительности), заданную сетевую пропускную способность, в некоторых случаях — сетевой трафик.
IaaS находится на самом нижнем уровне среди облачных моделей обслуживания, в отличие от модели PaaS (где провайдер предоставляет готовое связующее программное обеспечение, СУБД, средства разработки) и SaaS (на котором предоставляется прикладное программное обеспечение), в IaaS не предусматривается контроль со стороны поставщика услуг за устанавливаемым программным обеспечением, он контролирует только физическую и виртуальную инфраструктуру.